# Europäisches Sprachenportfolio
Das Europäische Sprachenportfolio ist ein didaktisches Instrument, das auf Initiative des Europarats entwickelt wurde. Es dient der reflexiven Begleitung kultureller und sprachlicher Erfahrung und soll auf diesem Wege europäische Sprachenvielfalt und interkulturelles Bewusstsein fördern. Die Idee eines Sprachenportfolios stammt aus dem Jahr 1991 und steht in engem Zusammenhang mit dem Gemeinsamen europäischen Referenzrahmen für Sprachen, der in den 1990er Jahren vom Europarat erarbeitet wurde und 2001 vom Rat der Europäischen Union als Standard zur Evaluierung der Sprachkompetenz empfohlen wurde. Zwischen 1998 und 2000 wurden in 15 europäischen Ländern Projekte zur Pilotierung aufgenommen. Jedes Land (darunter auch Österreich, Deutschland und die Schweiz) kreierte eigenständige nationale Portfolios, die nicht nur dem Referenzrahmen, sondern auch dem jeweiligen Bildungssystem angepasst sind.

## Sprachenpolitische Ziele des Europarates

Logo des Europarats

Ziel des Europarats ist es unter anderem, durch gemeinsame Schritte auf kultureller Ebene die einzelnen Mitgliedstaaten enger aneinander zu binden. Das Erbe kultureller Vielfalt wird als Schatz gesehen, den es zu schützen und zu entwickeln gilt. Nur durch die Kenntnis anderer moderner europäischer Sprachen würde es – laut Europarat – möglich sein, Kommunikations- und Interaktionsmöglichkeiten für Europäer unterschiedlicher Muttersprachen zu erhöhen, wodurch Mobilität und gegenseitiges Verständnis gefördert werden können.
Zur Umsetzung dieser Prinzipien rief das Ministerkomitee die Regierungen der Mitgliedstaaten dazu auf, die nationale und internationale Zusammenarbeit zu stärken, die sich mit der Entwicklung von Lehrmethoden und der Evaluation im Bereich des Lernens moderner Sprachen befassen, sowie Erstellung und Einsatz von Materialien zu koordinieren versuchen. Darüber hinaus seien weitere „Maßnahmen zu ergreifen, die für die Schaffung eines effektiven europäischen Systems für den Informationsaustausch über alle Aspekte des Sprachenlernens und Sprachenlehrens und der Sprachlehrforschung notwendig sind“.
Solche Maßnahmen bedeuten, für einen möglichst breiten Bevölkerungsanteil die Chance zu schaffen, Kenntnisse anderer Sprachen zu erwerben um „das tägliche Leben in einem anderen Land zu meistern“, „Informationen und Ideen mit jungen Menschen und Erwachsenen auszutauschen“ und ein „tieferes Verständnis für die Lebensart und die Denkweisen anderer Menschen“ zu gewinnen. Es sollen die „Bemühungen der Lehrenden und Lernenden auf allen Stufen“ gefördert werden, indem „sinnvolle und realistische Lernziele formuliert“, „angemessene Methoden und Materialien“ sowie „geeignete Verfahren und Instrumente zur Evaluation“ entwickelt werden. Dabei sollen diejenigen Forschungsvorhaben gefördert werden, „die dazu beitragen, dass auf allen Ebenen eines Bildungssystems Methoden und Materialien eingeführt werden können, die am besten geeignet sind, den verschiedenen Gruppen und Typen von Lernenden den Erwerb einer Sprachkompetenz zu ermöglichen, die ihren spezifischen Bedürfnissen entspricht.“
Da die beiden Begriffe der Mehr- und Vielsprachigkeit im Referenzrahmen nicht als Synonyme gewertet werden, gehören auch deren Konzepte klar differenziert. Während Vielsprachigkeit den konkreten Menschen betrifft, der mehrere Sprachen beherrscht, ist unter dem Begriff Mehrsprachigkeit ein gesellschaftliches Spektrum von mehreren gesellschaftlich präsenten Sprachen zu denken. Vielsprachigkeit kann durch ein entsprechend großes und attraktives Angebot an Schulen erreicht werden; Mehrsprachigkeit hingegen betont die Erweiterung des kulturellen Kontexts durch die Spracherfahrung. Sprachen und Kulturen, die durch die Mehrsprachigkeit erworben werden, lassen sich aber nicht exakt trennen. Viel eher lässt sich von einer gemeinsamen kommunikativen Kompetenz sprechen, an der alle beherrschten Sprachen Anteil haben.
Durch ein in den Vordergrund gerücktes Konzept der Mehrsprachigkeit müsse sich auch das Ziel des Sprachunterrichts ändern. Das Ziel liege nicht in der Beherrschung einer oder mehrerer abgetrennt erlernten Sprachen auf hohem Niveau, sondern in der Entwicklung eines kommunikativen Repertoires, in dem alle sprachlichen Fähigkeiten ihren Platz haben. Ziel für die Lernenden sei es, ihnen die Möglichkeit zu geben, eine mehrsprachige Kompetenz zu entwickeln. Dazu gehört zusätzlich die Förderung der Motivation und Fähigkeit, auch außerhalb des Schulunterrichts neue Spracherfahrungen sammeln zu können.
Die Notwendigkeit des Referenzrahmens liegt also in der Förderung kultureller Vielfalt, Respekt und einer verstärkten Mobilität. Damit diese und andere Ziele bestmöglich erreicht werden können, bedarf es des Konzepts Lebenslanges Lernen, durch das auf allen Ebenen europaweiter Bildungsaustausch gefördert wird.
Durch den Referenzrahmen will man die Kooperation unterschiedlicher Bildungseinrichtungen erleichtern, um Nostrifizierungsprozesse sprachlicher Qualifikationen zu vereinfachen. Der Referenzrahmen will dazu dienen, die Planung von Sprachenprogrammen, Sprachzertifikaten und selbstbestimmtem Lernen zu vereinfachen.

## Funktion und Intention des Europäischen Sprachenportfolios
Das europäische Sprachenportfolio sieht sich als Mittel, jene Ziele des Europarats auf methodisch-didaktischem Weg zu unterstützen. Das Sprachenportfolio darf allerdings nicht als Lehrbuch missverstanden werden. Es ist Eigentum der Lernenden und soll in erster Linie von diesen selbst gestaltet werden. Ziel des Europarates ist es, dass jeder Europäer ein eigenes Sprachenportfolio besitzt.
Generell kann beim europäischen Sprachenportfolio von zwei großen Funktionen gesprochen werden: Das europäische Sprachenportfolio hat 1) eine pädagogische Funktion und 2) eine dokumentarische Funktion.
Die pädagogische Funktion betreffend, will das Sprachenportfolio die Lernermotivation steigern und zu einem höheren Reflexionsgrad anregen. Der Lerner soll ein größeres Bewusstsein für Europa, seine Kultur und seine Sprachen bekommen.
Die dokumentarische Funktion betreffend soll im Sprachenportfolio der eigene Lernfortschritt auch durch eigens produzierte authentische Materialien dokumentiert werden. In Arbeitsbereichen, in denen unterschiedliche Sprachen von besonderer Bedeutung sind, soll das Portfolio als Zusatzqualifikation mitgereicht werden können.

## Aufbau
Ein europäisches Sprachenportfolio besteht immer aus drei Teilen: 1) dem Sprachenpass, 2) der Sprachenbiographie und 3) dem Dossier. Die Sprachenbiographie versucht den Spracherwerb des Lernenden retrospektiv sowie vorausblickend festzuhalten und zu planen. Im Sprachenpass kann durch die Raster des gemeinsamen europäischen Referenzrahmens das aktuelle Niveau der Fertigkeiten aller Sprachen festgehalten werden, mit denen man in Kontakt steht. Im Dossier sollen Sprachprodukte des Lernenden abgelegt werden, die den Prozess des Spracherwerbs authentisch widerspiegeln.

## Diversifizierung
Es gibt mittlerweile in Europa über hundert unterschiedliche Sprachenportfolios. Da die Bildungstraditionen in den einzelnen Ländern stark divergieren, passen sich die Portfolios auch den nationalen Gegebenheiten an (z. B. im Bereich der Altersstufe). Aber auch innerhalb der europäischen Staaten, gibt es Portfolios unterschiedlichster Ausprägung.
Das Milestone Portfolio ist eine mehrsprachige, von der Validierungskommission des Europarats anerkannte Version des Sprachenportfolios. Es wurde vom Milestone Projekt entwickelt, einem von der Europäischen Union geförderten Netzwerk von Sprachenlehrern, die Lerner mit Migrationshintergrund in Sprachkursen und Berufsvorbereitungsklassen unterrichten.
In Österreich gibt es seit kurzem Portfolios für die Grundschule, für die Sekundarstufe I und für junge Erwachsene, die älter als 15 Jahre alt sind. In der Schweiz hingegen wurden neben den Portfolios für Sekundarstufe I und II auch zwei verschiedene Portfolios für 4–7 und 7–11-Jährige erarbeitet. In Deutschland wurde ein Sprachenportfolio für die Erwachsenenbildung von einer bundesweiten Arbeitsgruppe entwickelt und 2006 vom Europarat akkreditiert. Ein Sprachenportfolio für Zuwanderer (Migranten) wurde in einem vom BAMF (Bundesamt für Migration und Flüchtlinge) geförderten Pilotprojekt 2008 fertiggestellt. Weiterhin wurden teilweise von einzelnen Bundesländern eigenständige Portfolios vor allem für den schulischen Bereich publiziert (z. B. Thüringen, Hessen, NRW). Diese sind im deutschsprachigen Raum wichtige Sprachenportfolios, die auch in Schulen und anderen Bildungseinrichtungen zum Einsatz kommen. Daneben gibt es zahlreiche kleinere Portfolios und Handreichungen mit Zusatzmaterial.
Damit ein Sprachenportfolio das Recht hat, ein „Europäisches Sprachenportfolio“ zu sein, muss es allerdings gewisse formale und inhaltliche Kriterien einhalten und vom Europarat validiert werden. Eine Liste der vom Europarat akkreditierten Europäischen Sprachenportfolios findet sich auf der Seite des Europarates.